# イ・ソジン
イ・ソジン（이서진、1971年1月30日 - ）は、大韓民国の俳優。高校から大学卒業までアメリカ合衆国に留学していたため、英語が堪能。ニューヨーク大学経営学科卒。身長178cm、体重68kg。
本貫は固城李氏。

## 概要
1999年、SBSで放送されたドラマ『波上の家』でデビュー。その後、『チェオクの剣（茶母）』、『火の鳥』、『恋人』、『イ・サン』など人気ドラマに出演し、人気を得る。
2007年、『恋人』で共演したキム・ジョンウンとの交際が発覚した。しかし、2008年11月破局が報じられた。
2010年2月、韓国民団広報大使となる。
2015年5月、ソウル総合芸術実用学校が「学校に招待して講義を聞きたい芸能人は？」というテーマで行ったアンケートで1位に選ばれた。これは、本人が出演しているバラエティ番組「花よりおじいさん」シリーズと「三食ごはん」が視聴者の反響を得ているとした。また、バラエティー番組「花よりおじいさんｉｎギリシャ」にて、ドラマ「冬のソナタ」で知られるチェ・ジウと「荷物屋カップル」として共演。
現在は、韓国中心に数多くのCMに出演し、人気を集めている。

## 出演作品

### 映画
- 恐怖タクシー（2000年）
- I LOVE YOU（2001年）
- 無影剣（2005年）
- 今日の恋愛  (2015年)
- 完璧な他人（2018年）

### ドラマ
- 波上の家 (1998年、SBS) - ユン・サン役　(デビュー作)
- ワンチョ（1999年、MBC） - マドロス役
- 彼女の家（2001年、MBC） - イ・ジュンヒ役
- 永遠の初恋（2001年、MBC）- イ・ヨンウ役
- ニューノンストップ 取ってまた取って（2001年、MBC） 特別出演
- 君に出会ってから（2002年、MBC） - カン・ミンソク役
- 星を射る（2002年-2003年、SBS） - キム・ドフン役
- チェオクの剣（原題:茶母）（2003年、MBC） - ファンボ・ユン役
- 火の鳥（2004年、MBC） - チャン・セフン役
- フリーズ（2006年、CGV） - ペク・ジュンウォン役
- 恋人（2006年、SBS） - ハ・ガンジェ役
- イ・サン（2007年-2008年、MBC） - 正祖役
- オンエアー（2008年、SBS） - 本人役
- 紅の魂〜私の中のあなた〜（2009年、MBC） - シン・リュ役
- 階伯（2011年、MBC) - ケベク役
- 本当に良い時代（2014年、KBS） - カン・ドンソク役
- 結婚契約（2016年、MBC） - ハン・ジフン役
- トラップ～最も残酷な愛～（2019年、OCN） - カン・ウヒョン役
- TIMES〜未来からのSOS〜（2021年、OCN） 12部作　- イ・ジンウ役
- 内科パク院長（2022年、TVING）12部作　- パク・ウォンジャン役
- エージェントなお仕事（2022年、tvN）12部作　- マ・テオ役[6]
- ヤクザの俺が高校生になった（2024年、Wavve） 　- キム・ドゥクパル役[7]

### バラエティ
- 1泊2日 親友特集  (2012年)
- 花よりおじいさん シーズン1：フランス・台湾編（2013年）
- 花よりおじいさん シーズン2：スペイン編（2014年）
- 花よりおじいさん シーズン3：ギリシャ編（2015年）
- 三食ごはん シーズン1（2014年）
- 三食ごはん シーズン2（2015年）
- 三食ごはん 漁村編3（2016年）
- 三食ごはん 海辺の牧場編（2017年)
- ユン食堂  (2017年)
- ユン食堂2  (2018年)
- 花よりおじいさん リターンズ  (2018年)
- チプサブイルチェ72回・73回(2019年)
- リトルフォレスト (2019年)
- 金曜日金曜日の夜に（2020年）
- 三食ごはん　漁村編5（2020年）最終回ゲスト
- ユンステイ(2021年)
- 思いがけない旅程(2022年)
- ソジンの家 (2023年)
- ナ・ヨンソクのナブルナブル 全2回にわたりゲスト出演 (2023年) YouTubeチャンネル十五夜にて
- イ・ソジンのニューヨークニューヨーク2 (2023年)YouTubeチャンネル十五夜にて
- 出張コミュニケーションの神-ソジンの家団結大会-(2023年)
- 言い訳で-YouTubeチャンネルトゥントゥン-(2024年元旦)
- ソジンの家2（2024年、tvN）

## DVD
- 素顔のイ・ソジン（2007年発売 販売元：ケンメディア）
- 素顔のイ・ソジンII（2008年発売 販売元：ケンメディア）
- 素顔のイ・ソジンIII（2010年発売 販売元：ケンメディア）

## 政治的活動

### 日本との関係
鳩山由紀夫夫妻との関係
鳩山由紀夫首相(当時)夫妻とたびたび会食を行っている。
- 2009年9月14日 - 総理就任を控えた鳩山由紀夫民主党代表・幸夫人を表敬訪問。幸の手料理でもてなしを受ける[8][9]

- 2009年11月27日 - 幸の個人事務所を訪問。[10]
- 2009年11月28日 - 東京・赤坂のホテル「ザ・リッツ・カールトン東京」内のカフェ「カフェ＆デリ」で鳩山夫妻と会食。[11]
- 2010年1月8日 - 東京・紀尾井町の「ホテルニューオータニ」内の日本料理店「なだ万」で鳩山夫妻と会食。[12]
- 2010年3月17日 - 首相公邸での夕食会で鳩山夫妻と会食。[13]

一日青森県知事
- 2010年1月7日、所属事務所関係者らと青森県庁の三村申吾知事を表敬訪問。知事が「次回本県を訪れた際には、一日知事を務めてほしい」と発言[14]。
- 2010年2月4日、1月の知事の発言がもとで「一日青森県知事」に就任。青森県庁舎内で知事が「一日青森県知事」委嘱状を交付し、「青森県知事イ・ソジン」という名札を付けた机に座る。青森県観光物産館アスパムでPRイベントを開催[15][16]。

日本財団との関係
- 2010年1月14日、日本財団と共同で、環境問題に取り組むための「Let's Tree基金」を創設。同日、日本財団ビルにおいて調印式と記者会見を開催[17]。

民団との関係
- 2010年2月25日、在日本大韓民国民団（民団）が広報大使に任命。民団中央本部で鄭進団長から委嘱状を手渡される。鄭団長の「在日社会と民団を韓国と日本で広く知らせてほしい」との発言に対し、イは「これから私が民団の顔になります。最善を尽くし在日のためにがんばりたい」と応じた[18]。

従軍慰安婦問題との関わり
- 2011年8月10日、「日本軍慰安婦問題の解決を求める世界同時水曜デモ」に日本人が参加することを呼びかけ、自身も参加する「日本軍慰安婦問題の解決を求める世界同時水曜デモ」に関心を持つように訴えた[19]。

### アメリカとの関係
- 2009年10月16日 - ジミー・カーター元米大統領夫妻が毎年実施しているボランティア活動に参加し、カーター夫妻主催の晩餐会で会談[20]。

## その他エピソード
うがい薬のイソジンと名前が似ているため、日本のファンから大量のイソジンが送られてくると語っている。
2018年3月30日 車のシートなどを生産するヅオルの社外取締役と監査役に就任。任期は2023年まで。
2020年1月1日 ソウル社会福祉共同募金会の高額寄付者の集まりである「オーナーソサエティ（Honor Society）」に1億ウォンを寄付して2020年最初の「オーナーソサエティ」会員となる。
2020年度の「模範納税者」に選ばれ、3月3日に表彰を受ける。また、6月24日韓国国税庁広報大使任命式に出席。
「ユン食堂シーズン3」撮影のため、2020年3月にシーズン2のメンバーであったユン・ヨジョン、パク・ソジュン、チョン・ユミと出国予定だったが、新型コロナウイルスの世界的拡散により撮影が無期限延期され、その代わりに三試三食漁村編5の最後のゲストとして出演することになった。
ユン食堂シーズン2のメンバー4人（ユン・ヨジョン、イ・ソジン、チョン・ユミ、パク・ソジュン）とインターンとしてチェ・ウシクを含む、合計5人、韓国内で韓屋ゲストハウスを開くことになった。ユン食堂ではなく、ユンステイというプログラム名で放送することになる。 コロナ19以降に事業や留学などの目的で韓国に入ってきて、韓国文化に接することが難しかった入国1年未満の外国人をゲストに招いて韓屋と朝鮮料理を紹介するコンセプトだ。 イ・ソジンはユン食堂1で常務、ユン食堂2で専務、ユンステイでは、最終的に副社長兼総支配人に昇進して、自分の専攻である経営知識を無限に発揮している。ドラマ「タイムズ」と同時撮影だったが、好きな仲間との仕事のため楽しく撮影をしたようだ。
信じがたい話だが、年齢とともに足のサイズが小さくなったという。20代では27.5〜28.0cmだったが、30代に27.0、40代に26.5になり、50を超えた2021年現在では25.5〜26.0cmに。 ユンステイ放送中に明らかにした事実だが、この言葉を聞いたパク・ソジュンとチェ・ウシクは「ベンジャミンバトン(映画)ではないか」と信じられないという反応を見せた。 これにイ・ソジン本人は「嘘をつくわけないだろう」と悔しさを吐露した。
ニックネームが「坊ちゃん」だが、前述したように裕福な家庭出身でアメリカ留学履歴とイ·ソジンのシグネチャーであるぶつぶつ...、そして飾り気のない率直で淡泊な特有の話し方、本人が関心のないことには面倒くさがる態度と、その一方で世話することには気遣うセンスと仕事処理能力が芸能番組で放送され「坊ちゃん」イメージができた。放送上でイ·ソジンに初めて「坊ちゃん」の呼称を付けた人が三食ごはん漁村編5でのユ·ヘジン。
大谷翔平のファンだ。チャンネル十五夜(2023.6.9)に出演し、夏休みの計画にエンゼルス観戦をすると話した。スポーツ観戦が現在の楽しみらしい。
「メロンミュージックアワード（MMA）2023」のプレゼンターを務める。(2023.12.2放送)